# Moładź
Moładź (biał. Моладзь; ros. Молодёжь) – osiedle na Białorusi, w obwodzie homelskim, w rejonie homelskim, w sielsowiecie Azdzielina.